# Johann Mentzer
Johann Mentzer (* 27. Juli 1658 in Jahmen in der Oberlausitz; † 24. Februar 1734 in Kemnitz bei Bernstadt) war ein deutscher lutherischer Theologe und Kirchenlieddichter.

## Leben und Wirken

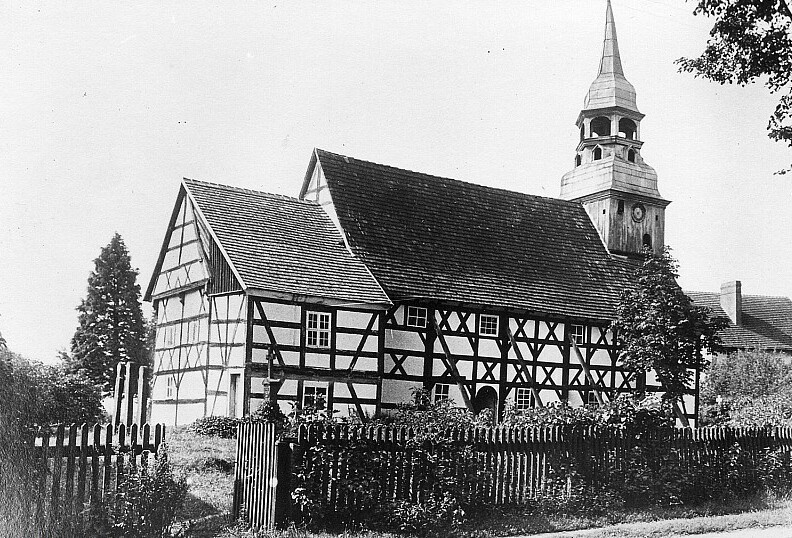
Die nur etwa 10 Kilometer von seinem Geburtsort Jahmen entfernte Kirche in Merzdorf war Mentzers erste Pfarrstelle.

Mentzer besuchte das Gymnasium in Bautzen und studierte Theologie an der Universität Wittenberg. Seine erste Stelle erhielt er 1691 in Merzdorf, zwei Jahre später (1693) wurde er nach Hauswalde berufen und schließlich 1696 zum Pfarrer in Kemnitz, wo er bis zu seinem Tod blieb.
Der lutherische Pfarrer wird als der Brüdergemeine nahestehend bezeichnet, einer Gemeinschaft böhmischer Brüder, die in die Lausitz geflüchtet waren; seine Pfarrstelle befindet sich nur wenige Kilometer entfernt von Herrnhut und er hatte engen persönlichen Kontakt zur Familie von Nikolaus Graf von Zinzendorf sowie zu Johann Christoph Schwedler und Henriette Catharina von Gersdorff.
Im Verlauf seines Lebens musste er viel Leid erfahren; unter anderem verstarben seine erste Ehefrau und sechs seiner dreizehn Kinder, zudem verlor er sein Wohnhaus und seinen Besitz durch einen Brand. Von Zinzendorf wurde er daher als „im Ofen der Trübsal geläutert“ bezeichnet.
Mentzer gehörte einem Dichterkreis an, der durch den aufkommenden Pietismus geprägt war, und den man im 19. Jahrhundert als der zweiten schlesischen Schule zugehörig angesehen hat. Von seinen zahlreichen Kirchenlieddichtungen wurden etwa 40 veröffentlicht. Im Freylinghausenschen Gesangbuch erschien 1704 sein bekanntestes Lied O dass ich tausend Zungen hätte, das sich noch heute im Evangelischen Gesangbuch findet (EG 330). Dieses und weitere seiner Lieder wurden von Catherine Winkworth und anderen Übersetzern ins Englische übertragen und waren um das Jahr 1900 in Lutherischen Gemeinden in den USA im Gebrauch.